# Óscar Rodríguez Arnaiz
Pour les articles homonymes, voir Oscar Rodriguez et Rodríguez.
Óscar Rodríguez, né le 28 juin 1998 à Talavera de la Reina en Espagne, est un footballeur international espagnol qui évolue au poste de milieu offensif au CD Leganés.

## Biographie

### Real Madrid
Formé au Real Madrid à partir de 2009, Óscar Rodríguez est intégré à l'équipe B, la Castilla, en 2017. Il fait ses débuts en équipe première le 28 novembre 2017 en Copa del Rey contre le CF Fuenlabrada. Il est titulaire lors de ce match qui se termine sur un score nul (2-2). Le 12 juillet 2018 Rodríguez prolonge son contrat avec son club formateur jusqu'en juin 2023.

### Leganés
Le 13 août 2018 Óscar Rodríguez est prêté par le Real Madrid au CD Leganés pour deux saisons. Il joue son premier match lors de la saison 2018-2019 à l'occasion d'une rencontre de Liga perdue par son équipe face au Villarreal CF, le 16 septembre 2018 (0-1). Le 26 septembre suivant, toujours en championnat, il inscrit son premier but lors d'une rencontre face au FC Barcelone. Titulaire lors de ce match, c'est lui qui marque le second but de son équipe, permettant aux siens de s'imposer (2-1).

### Séville FC
Après deux ans convaincants au CD Leganés, Óscar Rodríguez Arnaiz n'est toutefois pas conservé par le Real Madrid et il est transféré le 29 août 2020 au Séville FC, qui le recrute pour un montant estimé à 15 millions d'euros. Il joue son premier match sous ses nouvelles couleurs le 27 septembre 2020 contre le Cádiz CF, en championnat. Il entre en jeu à la place de Suso lors de ce match remporté par son équipe (1-3). Avec Séville il découvre la Ligue des champions, jouant son premier match le 4 novembre 2020 contre le FK Krasnodar. Il entre en jeu à la place de Jules Koundé et les sévillans s'imposent (3-2).

### Prêts
Le 17 janvier 2022, lors du mercato hivernal, Óscar Rodríguez est prêté par Séville au Getafe CF jusqu'à la fin de la saison,.
Le 8 juillet 2022, Óscar Rodríguez est de nouveau prêté, cette fois au Celta de Vigo pour une saison et avec option d'achat dont le montant est estimé à 10 millions d'euros.

### En sélection
Avec les moins de 17 ans, il participe au championnat d'Europe des moins de 17 ans 2015 qui a lieu en Bulgarie. Il prend part à quatre matchs durant cette compétition, où il entre à chaque fois sur le terrain en fin de rencontre. L'Espagne est battue en quart de finale par l'Allemagne.
Avec les moins de 19 ans, il inscrit un but contre la Biélorussie en mars 2017. Il délivre également à cette occasion une passe décisive. Cette rencontre rentre dans le cadre des éliminatoires du championnat d'Europe des moins de 19 ans 2017.
Óscar Rodríguez est convoqué pour la première fois par Luis Enrique, le sélectionneur de l'équipe nationale d'Espagne, en août 2020 et il honore sa première sélection le 3 septembre 2020 en entrant en jeu à la place de Fabián Ruiz face à l'Allemagne  (1-1).